# Андреевка (Саргатский район)
Андреевка — село в Саргатском районе Омской области. Административный центр Андреевского сельского поселения.

## История
Основано в 1891 г. В 1928 г. состояло из 200 хозяйств, основное население — русские. Центр Андреевского сельсовета Саргатского района Омского округа Сибирского края.

## Население
| 1926 | 2010 |
| ---- | ---- |
| 1220 | ↘828 |